# Billy Dee Williams
Billy Dee Williams (født 6. april 1937) er en amerikansk skuespiller, som er mest kendt for at spille Lando Calrissian i Star Wars-filmene Star Wars Episode V: Imperiet slår igen (1980) og Star Wars Episode VI: Jediridderen vender tilbage (1983).